# Közigazgatási bizottság
A közigazgatási bizottság az önkormányzati és az állami közigazgatás összehangolására és a különböző közigazgatási ágak közötti együttműködés biztosítására törvényhatóságonként létrehozott testület volt Magyarországon 1876 és 1950 között. Létrehozásáról az 1876. évi VI. törvénycikk rendelkezett, megszűnésére pedig a tanácsrendszer bevezetésekor került sor. A bizottságnak céljával összhangban háromféle tagja volt: az állami közigazgatás főbb hivatalainak vezetőiből, a törvényhatóság vezető tisztviselőiből és a törvényhatósági bizottság által saját soraiból választott laikus tagokból állt.

## A közigazgatási bizottságok létrehozása
A kiegyezéssel létrejött új közjogi helyzet, a (parlamentnek) felelős kormányra épülő közigazgatás, a hatalmi ágak szétválasztása, valamint az állami feladatok folyamatos terjeszkedése szükségessé tette a vármegyei és városi közigazgatás átalakítását is. A törvényhatóságok rendezéséről szóló 1870-ben elfogadott törvény ezt nem vitte végig teljes következetességgel, számos elvi és gyakorlati kérdést nyitva hagyott.
Az 1875-ben kormányra került Tisza Kálmán, illetve a mögötte álló Szabadelvű Párt már kormányzásának kezdetén nekilátott ennek a feladatnak és jelentős átszervezést hajtott végre az ország közigazgatásában. Az 1876-os megyerendezés során átalakították a közigazgatási területi beosztást, megszüntették a feudális eredetű különkormányzatokat és általánossá tették a vármegyét mint területi önkormányzatot.

### A polgári állam közigazgatásának kiépülése
A törvényhatóságok befolyása az állami életre a feudális állapotokat felszámoló 1848-as törvényekkel majd a polgári államnak a kiegyezés utáni berendezkedésével jelentősen szűkült. Az 1848-as törvények a népképviselet elvének érvényesítése miatt megszüntették országgyűlési követküldési jogukat, az 1867-es kiegyezés után pedig a hatalmi ágak szétválasztásának elvéből következően az igazságszolgáltatás feladata a külön megszervezett bíróságokhoz került. Így a törvényhatóságok feladatai a szűken vett közigazgatásra korlátozódtak, a róluk szóló 1870-ben megalkotott törvény legfontosabb feladatukká az állami közigazgatás közvetítését tette.
A kiegyezés utáni években azonban a szakigazgatás szervezete is jelentősen átalakult. Egyes ágazatokat a kormány irányítása alá rendeltek, kivonva azokat a törvényhatóságok feladatköréből, és ezek irányítására vagy közvetlenül a kormánynak illetve a minisztereknek alárendelt új tisztségeket és szerveket hoztak létre, vagy a meglévők feladatait és hatáskörét terjesztették ki. E kormányszerveket általában a vármegyékhez igazodó területi beosztással szervezték meg, ilyenek voltak az egyenesadókat kezelő adófelügyelőségek, a népiskolákat irányító és felügyelő tanfelügyelők vagy az építésügyet irányító államépítészeti hivatalok.
A fő oka e lépéseknek az volt, hogy a kormány nem bízott a törvényhatóságok közigazgatási tevékenységének hatékonyságában és szakszerűségében, továbbá attól is tartott, hogy a központi célkitűzéseket esetenként ugyanúgy szabotálni fogják, mint korábban a passzív ellenállás idején. A vármegyék jogai, melyek korábbi alkotmánybiztosító szerepüket alátámasztották, most fenyegetni látszottak a modern állam működését.
A centralizációs folyamat csökkentette a törvényhatóságoknak az állami közigazgatás közvetítésében betöltött szerepét, ami politikai feszültségeket keltett. Ezek feloldására, kompromisszumos megoldásként került sor a közigazgatási bizottságok felállítására 1876-ban.

### A kormány célkitűzései
A kormány a közigazgatási bizottságok megszervezésével öt célt kívánt elérni.
1. A közigazgatás különböző ágazatai összhangban működjenek és támogassák egymást.
2. A közigazgatás minden ágában erősödjön a választott képviselők befolyása, de ez ne veszélyeztesse a közigazgatás hatékony és szakszerű működését.
3. Az állami hivatalnokok és az önkormányzati tisztviselők ellenőrizzék egymás működését, a választott önkormányzati képviselők pedig a közigazgatás egészét, illetve az utóbbiak részt is vegyenek a közigazgatási döntésekben.
4. A közigazgatási ügyek elintézését decentralizálják, vagyis az egyedi ügyekről lehetőleg helyben, a törvényhatóságokban döntsenek, ezzel tehermentesítve a központi kormányzatot, egyúttal gyorsabbá és olcsóbbá téve az ügyintézést.
5. Az alkalmatlan vagy munkájukat nem megfelelően végző hivatalnokokat és tisztviselőket gyorsan el lehessen mozdítani, hogy ne akadályozhassák a jó közigazgatást.[2]

A törvény elfogadását hosszú és alapos vita előzte meg a parlamentben és azon kívül is. Az ellenzék a törvényjavaslatot hevesen támadta, mert abban az önkormányzatiság korlátozását látta.

## Tagjai
A közigazgatási bizottság elnöke vármegyékben és törvényhatósági jogú városokban a főispán, Budapesten pedig a főpolgármester volt, akit akadályoztatása esetén a törvényhatóság első tisztviselője (megyében az alispán, városokban a polgármester) helyettesített. Hivatalánál fogva az elnökön kívül 1936-ig vidéken 5-5, Budapesten 6-6 állami illetve önkormányzati tisztviselő volt a testület tagja. 1936-tól az arány az állami tisztviselők javára megváltozott, mivel a főorvos attól kezdve állami tisztviselő volt. A választott tagok száma mindenhol 10 volt, így a bizottság teljes létszáma vidéken 21, Budapesten 23 fő volt.

### Törvényhatósági tisztviselő tagok
- a törvényhatóság első tisztviselője (megyékben az alispán, városokban a polgármester)
- vidéken a főjegyző, Budapesten az első és a második alpolgármester
- a tiszti ügyész
- az árvaszék elnöke
- a főorvos, aki 1936-tól állami hivatalnok volt, de tagsága megmaradt

### Állami hivatalnok tagok
A közigazgatási bizottság állami közigazgatást képviselő tagjai az alábbiak voltak:
- 1889-ig az adófelügyelő, majd a pénzügyi közigazgatás 1889-es átszervezése után vidéken a pénzügyigazgató, Budapesten pedig az adófelügyelő és a pénzügyigazgató közül a rangidős (régebben kinevezett),
- a tanfelügyelő,
- a királyi ügyész,
- 1882-ig a posta- és távirdai kerület igazgatója,
- a királyi államépítészeti hivatal főnöke, aki 1882-től a posta- és távirdaügyeket is képviselte,
- 1882-től a földművelési miniszter által kinevezett közgazdasági előadó, illetve az 1913-as átszervezés után a gazdasági felügyelőség vezetője,
- Budapesten a budapesti államrendőrség főkapitánya.

Az állami hivatalnok tagokat az illetékes miniszter név szerint jelölte ki. Abban az esetben, ha valamely állami hivatal illetékessége több törvényhatóságra terjedt ki, az érintett hivatalnok valamennyi közigazgatási bizottságnak tagja volt.

### Választott tagok
A közigazgatási bizottság 10 tagját a törvényhatósági bizottság választotta saját tagjai közül, nem voltak azonban megválaszthatók állami hivatalnokok, törvényhatósági tisztviselők és községi elöljárók, ez utóbbiak közé értve a rendezett tanácsú városok tisztviselőit is. A választás 2 évre szólt, de minden évben választottak 5-5 tagot. A választásra előzetes jelölés nélkül, titkosan került sor egyszerű többségi rendszerben, vagyis a legtöbb szavazatot kapott személyek elnyerték a tagságot a szavazati arányoktól függetlenül.
A választott tagság megszűnt a közigazgatási bizottságban, ha a megválasztás feltételei megszűntek (például megszűnt az illető törvényhatósági bizottsági tagsága vagy megválasztották illetve kinevezték a fentebb felsorolt, a választhatóságot kizáró posztok valamelyikére). Szintén megszűnt a tagság akkor is, ha az illető fél éven át egy ülésen sem jelent meg és távollétét megfelelően nem igazolta, ha pedig egy éven keresztül nem vett részt az üléseken, akkor igazolás sem volt elégséges. Akinek a távollétek miatt szűnt meg a tagsága, azt a következő éves választáskor nem lehetett taggá választani.
Ha egy tag bármely okból kiesett, a helyére a törvényhatósági bizottság következő ülésén újat választott, akinek megbízatása arra az időre szólt, amennyi a kiesett tag megbízatásából hátramaradt.

## Működése
- A közigazgatási bizottság hatáskörét is az 1876. évi VI. törvénycikk határozta meg.
- Elnöke a főispán (főpolgármester), az ő akadályoztatása esetében az alispán (polgármester) volt. A hivatalnok- és a tisztviselő tagok egyszersmind előadók voltak.

### A közigazgatási bizottság hatásköre
- A közigazgatási bizottságnak háromféle hatásköre volt:
  - Eljárt a törvény által hatásköréhez utasított ügyekben:
    - a) mint elsőfokú közigazgatási hatóság;
    - b) mint fellebbviteli közigazgatási hatóság;
    - c) mint részint elsőfokú, részint fellebbviteli fegyelmi hatóság.
- A közigazgatási bizottság a miniszteri rendeleteket végrehajtatta, és azok végrehajtását ellenőrizte. Ha a rendelet végrehajthatóságával kapcsolatban aggályai voltak, ezekre a minisztert figyelmeztethette, de egyúttal akként intézkedni tartozik, hogy a rendelet, ha azt a miniszter kifejezetten vagy hallgatólagosan fenntartja az által, hogy 14 nap alatt nem válaszol, azonnal végrehajtassék. Kivételt képeztek az országgyűlés által meg nem szavazott adók és az újoncok tényleges behajtására, illetőleg kiállítására vonatkozó rendeletek, amelyeket a közigazgatási bizottság végre nem hajthat, hanem további intézkedés végett a törvényhatósági közgyűléshez áttenni tartozott.
- A közigazgatási bizottság minden félévben a közigazgatás összes ágainak állapotáról részletes jelentést tett a kormánynak; javasolhatta az általa szükségesnek talált, a kormány vagy a törvényhozás hatáskörébe tartozó intézkedéseket.
- A törvényhatósággal való viszonyában intézte és ellenőrizte a közgyűlés által a bizottság körébe tartozó ügyekben alkotott szabályrendeleteket és hozott határozatokat; joga volt a törvénytelennek talált határozat végrehajtását felfüggeszteni és az illető szakminiszter határozatát kikérni.

## Külső hivatkozások
- Rőczei Livia